# Göteborgs Naturhistoriska Museum
Göteborgs Naturhistoriska Museum ist das naturhistorische Museum der schwedischen Stadt Göteborgs. Es befindet sich im Slottskogen oberhalb des nach Carl von Linné benannten Linnéplatsen im südlichen Teil der Stadt.

## Geschichte

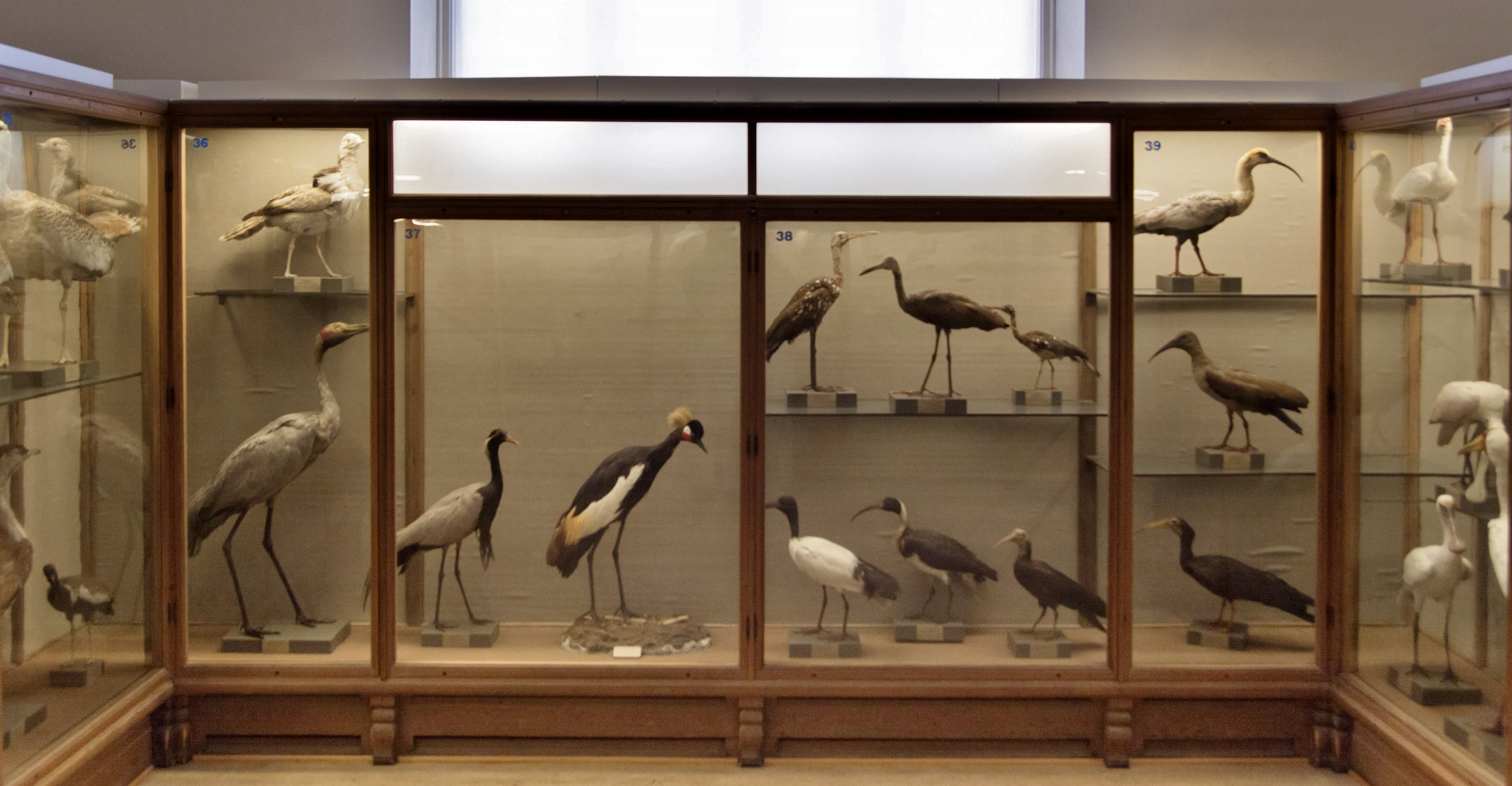
Veraltete Ausstellungsstücke im Naturhistorischen Museum.

Das Museum wurde am 31. Oktober 1833 von der Königlichen Wissenschafts- und Gelehrsamkeitsgesellschaft in Göteborg gegründet. 1923 zog das Museum in seine heutigen Räumlichkeiten um.
Im Eingangsbereich finden wechselnde Sonderausstellungen Platz, die oberen Geschosse, sowie der Altbau beherbergen die Dauerausstellung. Hierbei handelt es sich hauptsächlich um Tiermodelle, wobei Wassertiere eine besondere Stellung einnehmen. Bei den Modellen handelt es sich sowohl um Dermoplastiken, bemalte Gipsabdrücke, als auch in Flüssigkeit konservierte Präparate. Herausragende Exponate sind die Dermoplastiken eines 1865 in der Nähe von Göteborg gestrandeten, jungen Blauwals und die eines 1948 in Angola erlegten Elefanten.
Der Großteil der Exponate der Dauerausstellung wurden seit Beginn der 70er Jahre nicht mehr erneuert. Dies führt insbesondere dazu, dass neuere wissenschaftliche Erkenntnisse, wie zum Beispiel die Reklassifikation von Spezies, sowohl in der Zusammenstellung, als auch in der Beschriftung der Exponate keine Berücksichtigung finden.

## Blauwal-Dermoplastik

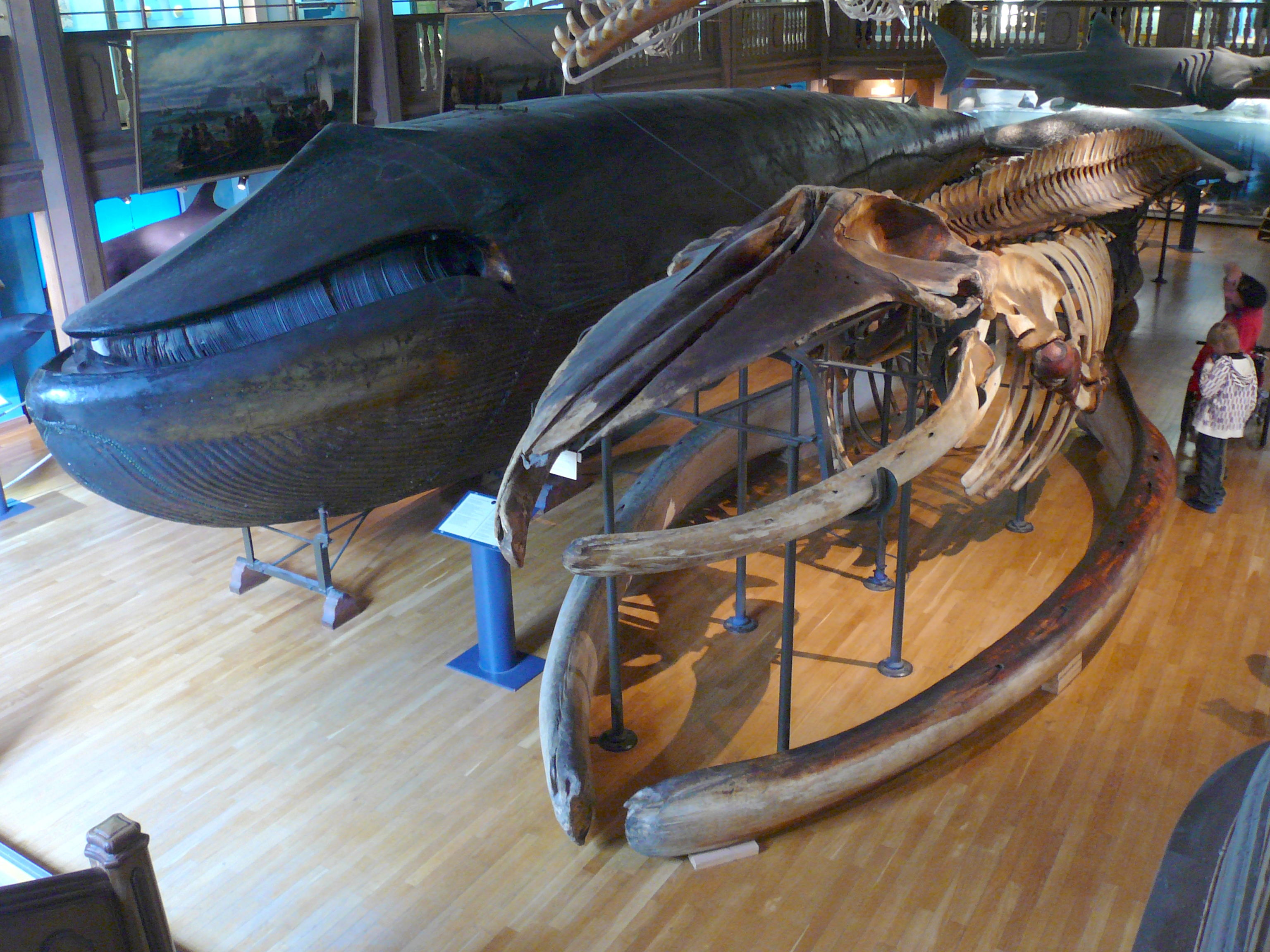
Skelett und Dermoplastik eines 1865 in der Nähe von Göteborg gestrandeten Blauwals

Der junge, ca. 16,5 m lange, männliche Blauwal strandete am 29. Oktober 1865 in der Askim Bucht in der Nähe von Göteborg und wurde daraufhin vom August Malm, dem Kurator des Naturhistorischen Museums, gekauft und konserviert. Malm dachte zunächst, es handele sich um eine neue Walart und benannte ihn nach seiner Frau Carolina Balaenoptera carolinae. Doch bald wurde klar, dass es sich in Wirklichkeit um einen jungen Blauwal handelte. Eine Woche nach dem Fund wurde der Wal öffentlich in Stücke zerlegt. Nach Entfernen des Fettes wurden die Hautstücke auf Holz gespannt getrocknet. Mit Salz und Sägemehl und Terpentin wurden Wasser und Fett gebunden, die Konservierung erfolgte durch Beschichtung mit wässriger Arsenlösung und später mit Quecksilberchlorid und Copal. Durch diese Art der Konservierung verfärbte sich die Haut dunkelbraun bis schwarz, genau so, wie sie heute noch zu besichtigen ist. Malm zu Ehren wird der Wal heute als Malm-Wal bezeichnet.
Die konservierten Hautstücke wurden mittels Kupfer- und Zinknägeln auf ein eigens gefertigtes, in vier Teile zerlegbares Holzgerüst genagelt. Obwohl das Gestell nach den Maßen des toten Wals angefertigt wurde, war es immer noch zu groß. Daher wirkt der montierte Wal runder und plumper als ein lebender Blauwal. Die Schnittkanten in der Haut sowie die dicht an dicht platzierten Nägel sind auch heute noch am Modell deutlich zu erkennen. Ein Versuch, dies zu verdecken und Farbe des Modells wiederherzustellen wurde nie unternommen. Neben der Dermoplastik findet sich das präparierte Skelett des Wals (siehe Bild).
Der Oberkiefer des Wales ist hochklappbar, das Innere ist begehbar. Früher befanden sich Tische im Inneren, die als besondere Location für Veranstaltungen genutzt wurden. Heute ist das Innere des Wales nur noch zu besonderen Anlässen zugänglich. Sitzgelegenheiten und elektrische Beleuchtung sind vorhanden.
Bei der Dermoplastik handelt es sich um die weltweit Einzige eines Blauwals.

## Elefanten-Dermoplastik

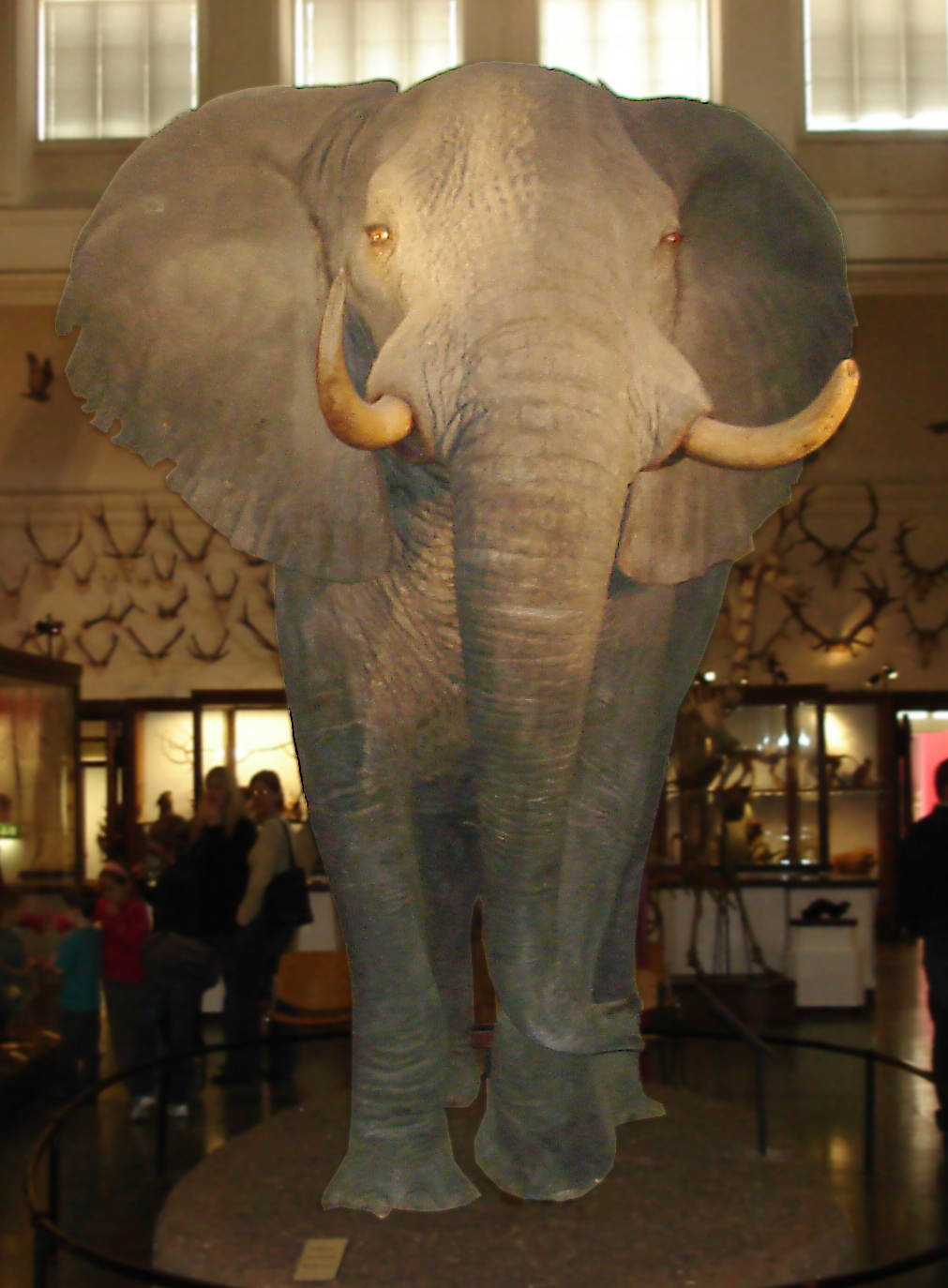
Afrikanischer Elefantenbulle, 45-jährig, 1948 in Angola erlegt

Bei dem Afrikanischen Elefanten handelt es sich um einen etwa 45 Jahre alten Bullen, der am 4. Dezember 1948 in der Huila Region von Angola erlegt wurde. Er hatte eine Länge von 465 Zentimeter, eine Schulterhöhe von 332 Zentimeter sowie eine Stoßzahnlänge von 240 Zentimeter. Das Gesamtgewicht betrug sechs Tonnen. Das als Dermoplastik präparierte Exponat wurde am 29. März 1952 zum ersten Mal ausgestellt und in die ständige Sammlung integriert.

## Spacewalk
An der Außenseite befindet sich ein Modell der Planeten unseres Sonnensystems im Maßstab 1:2.000.000.000 (1 zu 2 Milliarden). Die Sonne wird als 70 Zentimeter durchmessender gelber Ball in der Außenmauer dargestellt, der sonnennächste Planet Merkur findet sich im Südhang des Hügels, auf dem das Museum errichtet ist. Jupiter befindet sich westlich vom Museum bei der Sternwarte, der Zwergplanet Pluto liegt 3 Kilometer südlich der stillgelegten Mine von Högsbo. Im gewählten Maßstab hat die Erde einen Durchmesser von 6 Millimeter, der Abstand zum im Modell nicht dargestellten Mond, würde 190 Millimeter betragen.